# Anthidium florentinum

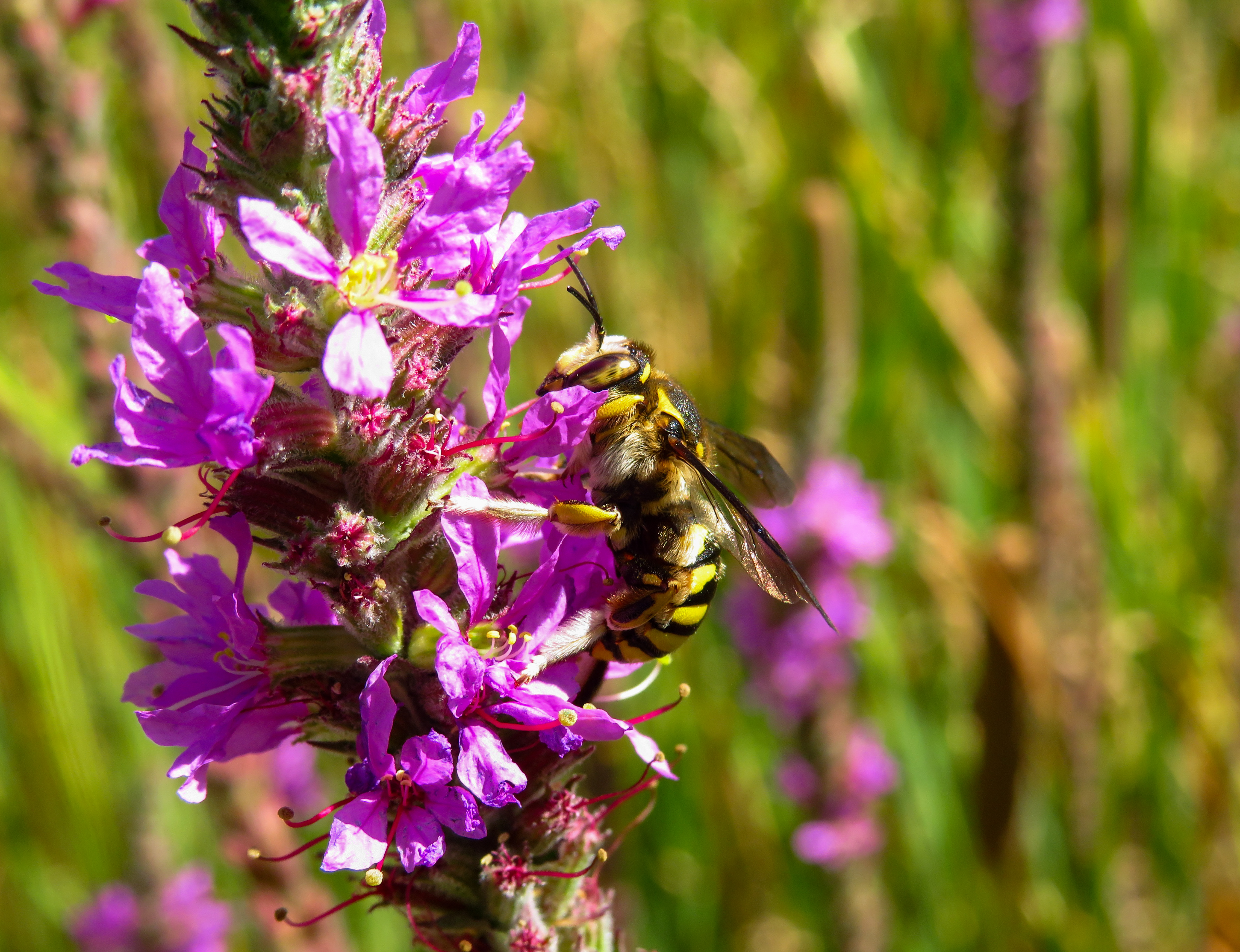
Anthidium florentinum sobre una arroyuella (Lythrum salicaria), en Madrid (España).

Anthidium florentinum es una especie de abeja del género Anthidium, familia Megachilidae. Fue descrita científicamente por Fabricius en 1775.

## Descripción
La especie es una abeja mediana a grande. Ambos sexos tienen un abdomen negro con dos bandas amarillas en cada tergito. El macho se puede distinguir por los pelos grises y blanquecinos a los lados del abdomen. Las hembras son más pequeñas que los machos y tienen cepillos de polen de color amarillento pálido en la parte inferior del abdomen. El nido se hace en una grieta o en el nido abandonado de otro insecto y se reviste con fibras vegetales masticadas.

## Distribución geográfica
Esta especie habita en el continente africano y varios países de Europa, en el norte de Asia (excepto China), en Norteamérica y Asia meridional.

## Fenología
Tanto en A. florentinum en el sur de Francia como en A. manicatum en el sur de Alemania, a diferencia de la mayoría de las abejas solitarias, un estudio encontró que hay más hembras que machos, los machos son más grandes que las hembras y los sexos vuelan en los mismos tiempos de vuelo. P. Wirtz y sus colegas sugieren que este patrón se explica por la prolongada receptividad sexual de las hembras, junto con el uso por parte de los machos de recursos fácilmente defendibles en sus territorios.